# Мардахай бен Овшолум
Мардахай бен Овшолум (1860, Дербент — 1925) — горско-еврейский поэт, абрек Он писал стихи и песни на темы братства, равенства, справедливости, любви, мира, восстания против существующей системы. Его поэзия призывала к социальному протесту. Мардахай бен Овшолум свои стихи и песни писал ивритским алфавитом на горско-еврейском и азербайджанском языках.

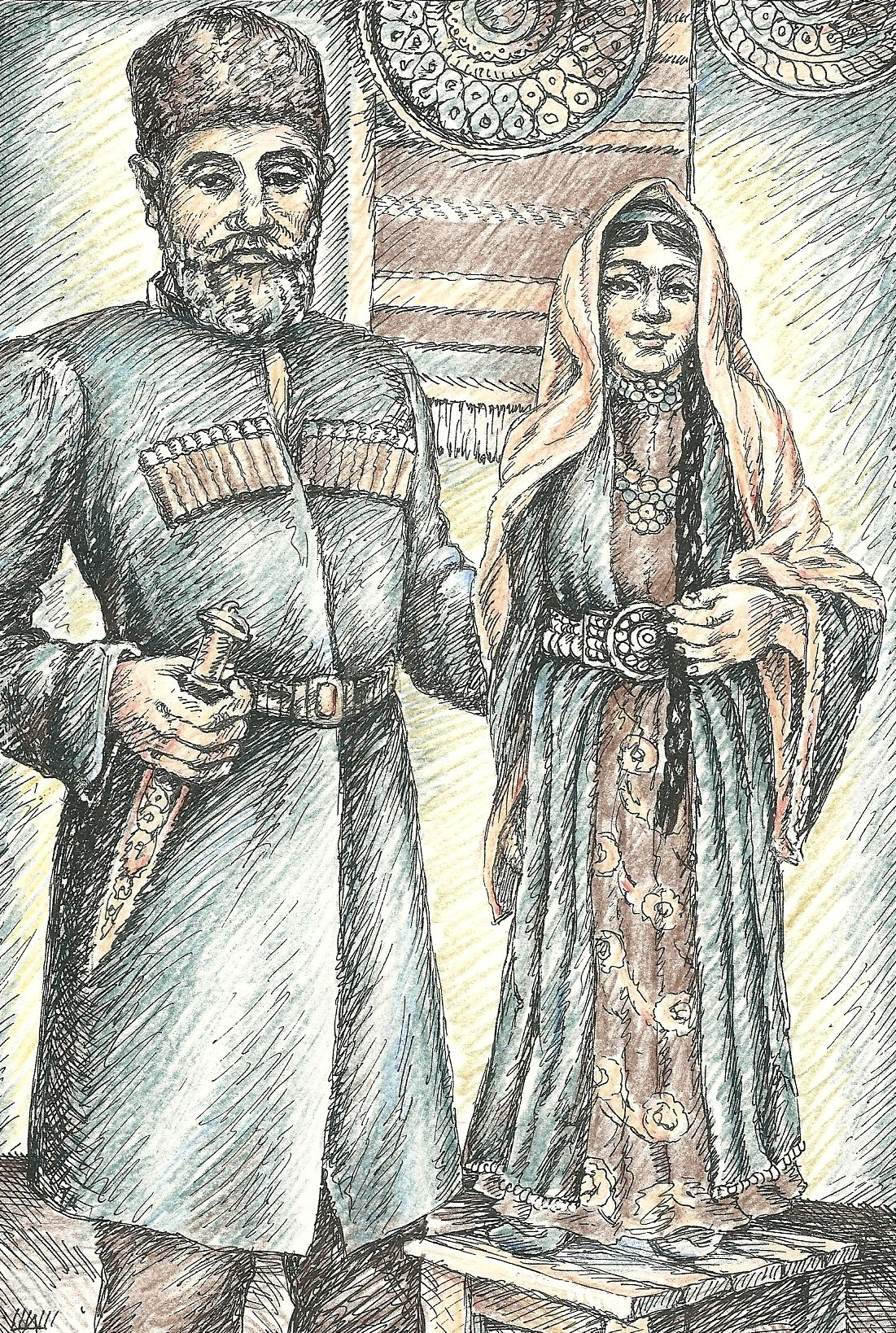
«Мардохей бен Овшолум с женой». Бумага, гелевая ручка. 2008. Художник Шалум Шалумов.

## Биография
Родился в Дербенте примерно в 1860 г. С юных лет писал стихи, в которых призывал к миру и братству. Один из первых поэтов, творчество которого отличалось ярко выраженным социальным протестом против существующего строя. Стихи его не сохранились, но были записаны по памяти жителей Дербента и сохранены известными горско-еврейскими писателями и поэтами разного поколения.
Человек большой физической силы и высокого роста — 2 м, 12 см. Отстаивал интересы трудового человека перед произволом беков-богачей. Также силой отбирал у них деньги и продукты и отдавал их в синагогу для раздачи самым бедным. Неоднократно ссылался на сибирскую каторгу. В периоды побегов находился на положении абрека. После первого пребывания на каторге за убийство жандарма, пытавшего изнасиловать одинокую вдову, получил прозвище «Сибири».
В 1904 г. участвовал в русско-японской войне, где за проявленную храбрость получил Георгиевский крест.
В 1925 г. погиб от рук недруга, который отравил его во время пиршества.

## Семья
Потомки Мардахая бен Овшолума многочисленны, и они проживают во многих странах.
- Жена — Нергюз
- Дочери — Мулаим, Хонум, Зулпо, Рахиль
- Мать — Пурим
- Отец — Овшолум
- Братья — Мардахай, Яшагъиё, Ирмиё, Овшолум
- Сестры — Бизен, Батушвагъ, Шифро
- Дедушка — Шалум

## Память
Поэзия Мардахая в настоящее время изучается на уроках национальной литературы 8-х классов кумыкских средних общеобразовательных школ Дагестана и Чечни.

## Награды
- Георгиевский крест.[1][8]